# 重庆东环铁路
重庆东环铁路，又称重庆铁路枢纽东环线，是一条中国国铁Ⅰ级双线电气化快速铁路标准的客货共线铁路，位于重庆市，大部分位於重慶主城區东部槽谷範圍，包含東環線正線、機場支線和黃茅坪支線，正线全长160公里，包含支线全长221公里，线路共13座车站，于2022年12月30日全线开通。

## 历史
2015年12月25日，原中国铁路总公司（现中国国家铁路集团有限公司）、重庆市人民政府发《关于新建重庆铁路枢纽东环线可行性研究报告的批复》（铁总计函〔2015〕1484号）批复了重庆铁路枢纽东环线的可行性研究报告。
2016年10月24日，两部门又发《中国铁路总公司重庆市人民政府关于新建重庆铁路枢纽东环线初步设计的批复》（铁总鉴函〔2016〕803号）批复了东环线的初步设计。
2017年4月，重庆铁路枢纽东环线全线开工。
2022年7月，重庆铁路枢纽东环线全部车站主体结构封顶。
2022年11月8日，重庆铁路枢纽东环线开始动态检测，11月16日，全线实现电通。
2022年12月30日，重庆东环铁路全线正式开通运营。

## 线路和站点

### 正线
重庆东环铁路正线全长160公里，南起江津区的珞璜南站（含），接渝贵铁路，向北沿东部槽谷经巴南区南彭、南岸区茶园新区、东港，在明月峡跨长江，随后经江北区庙坝、渝北区龙盛，向西经统景、木耳、北碚区水土，最终止于磨心坡站北场（不含），接襄渝铁路，其中：
- 长江以南包含正线63.015公里（DK0+000至DK65+012），联络线11.79公里，有珞璜东、南彭、重庆东、迎龙等车站站4座。
- 长江以北包含正线144.278公里（DK65+012至DK159+979.5），联络线19.147公里，正线有庙坝、龙兴、统景、古路、水土、磨心坡等车站6座。

正线设置设置桥梁85座，隧道49座，联通了重庆多个物流节点，以及重庆东站、重庆西站、重庆北站和江北国际机场等综合交通枢纽。

### 渝熊铁路
渝熊铁路即原機場支線，起於重慶北站，向北經江北機場，沿渝邻高速东侧至郭家線路所後接東環線正线统景方向，全長28.475公里，有橋樑15座共11543.7米、隧道9座共17065米，桥隧占比78.75%。线路设计为国铁Ⅰ级客货共线双线铁路，时速120公里每小时，车程时间预计在12分钟左右。

### 水龙铁路
水龙铁路即原黃茅坪支線，起於東環線水土站，向南沿金山大道东侧前行，经过水土、悦来、礼嘉城市组团，止於黄茅坪站，预留茶店、国博中心站，全长约23公里，有桥梁15座共8295.3米，隧道3座共6806米。线路原设计及批为国铁Ⅲ级、货运单线铁路，后调整为国铁Ⅰ级客货共线双线铁路，时速120公里每小时。

## 重要桥隧

### 明月峽長江大橋
重庆东环铁路重點控制性工程之一，由中铁二院设计、中铁二局承建，于2021年7月26日上午10时合龙。大橋呈南北走向跨江，橋北位于江北區魚嘴鎮井池村，橋南位于南岸區廣陽鎮玉泉村，全長877.8米，其下層是時速160公里每小時的東環線鐵路，上層預留時速250公里每小時的高速鐵路。
大桥是中国国内首座双层四线铁路非对称花瓶型桥塔钢桁梁斜拉桥，由各两个桥塔、桥墩、桥台组成，其中两桥塔高度分别为189.5米、203米，主塔与钢桁梁连接有斜拉索120根，斜拉索采用不对称空间双索面扇形布置，钢桁梁采用N形主桁结构正交异性密横梁桥面系，共69个节段，总重2.6万余吨。

### 御臨河大橋
位於兩江新區魚嘴鎮麥場灣，跨御臨河，全長1387.66米，其中主跨112米，兩側邊跨均為60米，採用預應力混凝土連續梁跨越結構；桥梁需要下穿既有渝利、渝万铁路，其中大桥桥墩距渝利铁路桥墩最近处仅有1.24米；大桥于2018年3月6日施工，11月6日合龙，是东环线首座合龙的跨河大桥。

### 樵坪山隧道
重庆东环铁路最长隧道，全长7568米，为单洞双线隧道，最大埋深340米；隧道主要穿越侏罗系泥岩夹砂岩地层，包含Ⅳ、Ⅴ级围岩，其中地应力高、大跨段形态变换多、断面变化多达7处；隧道正线下穿渝湘高速公路，洞中亦为引出至重庆东站的左、右两条联络线设2处大跨段，跨度分别为19.77米、24.53米。

### 鷂子岩隧道
重庆东环铁路重點控制性工程之一，全长4782米，隧道進口位於北碚区水土街道，出口位於東陽街道先鋒村，為單洞雙線隧道；隧道经过区域存在断层破碎带、浅埋、特殊岩土地层，有可溶岩岩溶强烈发育，存在溶洞、暗河等地形，亦有高瓦斯高风险区域，是重庆铁路枢纽东环线全线长隧道施工难度最大的隧道；隧道于2017年11月9日进洞施工，2020年10月19日贯通。